# Маленький старый Нью-Йорк (фильм, 1923)
«Маленький старый Нью-Йорк» (англ. Little Old New York) — американский немой исторический фильм-драма 1923 года с Мэрион Дэвис в главной роли. Снят режиссёром Сиднеем Олкоттом по мотивам одноименной пьесы Риды Джонсон Янг. Съёмки проводились на студии Cosmopolitan Уильяма Рэндольфа Херста.

## Сюжет
Начало XIX века, Нью-Йорк. Фильм представляет несколько знаменитых жителей зарождающегося мегаполиса. Среди них — Джон Джекоб Астор, богатый промышленник, к которому с просьбой о финансировании приходит Роберт Фултон с проектом парохода. Но Астор отказывается вкладывать деньги в сомнительное мероприятие и отбывает на оглашения завещания Ричарда О’Дея, оставившего после смерти 1 миллион долларов.
Все ждут, что наследство получит Ларри Делеван (Харрисон Форд), приемный сын О’Дея, но тот завещает состояние племяннику Патрику О’Дею, а Делевана назначает опекуном с жалованием в 500 долларов в месяц. Единственное условие: Патрик должен вступить в наследство в течение года, иначе всё получит Делеван.
Семья О’Дей: отец Джон (Дж. М. Керриган), сын Патрик (Стивен Карр) и дочь Патрисия (Мэрион Дэвис) живут в бедности в Ирландии. Узнав о наследстве, они отправляется в Нью-Йорк, где сына ждёт богатство. Но прибывают в Нью-Йорк, в последнюю ночь, только двое: отец и дочь, которая выдается себя за брата.
Делеван, уже обещавший Фултону участвовать в строительство парохода, ищет способ собрать нужную сумму. Тем временем умирает отец Патрисии.
Патрисия хочет помочь Делевану, но за тем, как она распоряжается состоянием, следит Астор, который уже однажды отказал Фултону. Однако ей удается получить нужную сумму, которой она оплачивает долю Делевана, тот обещает возместить затраты в пять дней.
Чтобы добыть деньги, Делеван закладывает дом и ставит на победу Булли Боя Брбюстера в схватке с Хобокенским Ужасом. Исход поединка грозит лишить Делевана всех денег, но Патрисия звонит в пожарный колокол, и схватка останавливается.
Толпа, узнав, что сигнал был ложным, хочет повесить Делевана, но О’Дей признается в своём поступке . Её тащат к позорному столбу и секут кнутом. Она не выдерживает и раскрывает, что является девушкой. Начинается общая драка, Делеван уносит Патрисию, пожарные разгоняют дерущихся водой из брандспойтов.
Девушке грозит два года тюрьмы, но, выслушав её признание, что выдать себя за брата её уговорил отец, городской совет ограничивается штрафом, который сам же и выплачивает. Однако Патрисия должна на время уехать в Лондон, пока улягутся страсти. Делеван признается ей в любви, просит стать его женой. В Лондон они уезжают вместе.

## В ролях
- Мэрион Дэвис — Патрисия О’Дей
- Стивен Карр — Патрик О’Дей
- Дж. М. Керриган — Джон О’Дей
- Харрисон Форд — Ларри Делеван
- Кортни Фут — Роберт Фултон
- Мэлон Гамильтон — Вашингтон Ирвинг
- Норвал Кидуэлл — Фитц-Грин Халлек
- Джордж Барро — Генри Бреворт
- Сэм Харди — Корнелиус Вандербильт
- Эндрю Диллон — Джон Джейкоб Астор
- Райли Хэтч — Филипп Скайлер
- Чарльз Кеннеди — Рейли
- Спенсер Чартерс — Банни
- Гарри Уотсон — Булли Бой Брюстер
- Луи Вольхейм — Хобокенский Ужас
- Мари Берк — миссис Скайлер

## Производство
Фильм стал 17-м в карьере Мэрион Дэвис. Она сыграла двойную роль: Патрисии и Патрика О’Дея. Впервые она работала с актёром Харрисоном Фордом. Фильм снимался в Нью-Йорке. Хёрст построил для фильма точную копию парохода «Клермонт» Фултона и воспроизвёл знаменитое плавание по Гудзону в январе, а 18 февраля 1923 года произошла трагедия: на студии разразился пожар, который полностью её уничтожил. Каким-то образом удалось сохранить негативы фильма (он был отснят примерно на две трети), и производство возобновилось на нескольких местных студиях. Были воссозданы все декорации и костюмы.
Фильм стал триумфом Мэрион Дэвис, которая на ежегодном балу владельцев кинотеатров получила титул «королевы экрана» и заняла первую строчку по сборам 1923 года среди женщин-актрис. (Среди мужчин лучшие сборы были у Рудольфа Валентино).

## Отзывы
Фильм стал седьмым по популярности фильмом 1923 года в Соединенных Штатах и Канаде (по мнению журнал Screenland он занял третью сверху строчку).

## Сохранение
Копия фильма находится в Библиотеке Конгресса.
Ещё одна копия хранится в Ирландском институте кино. В 2016 году состоялась её публичная демонстрация.
С 1 января 2019 года фильм перешёл в общественное достояние в США и странах, где действует правило более короткого срока.